# Berecz Ilona
Berecz Ilona, Vedres Mátyásné (Budapest, 1947. december 16. –) magyar műkorcsolyázó, jégtáncos, edző, sportvezető. Férje Vedres Mátyás (1943–2009) válogatott jégkorongozó, mesteredző.

## Élete
1947. december 16-án született Budapesten, Berecz Miklós és Kovács Ilona gyermekeként. 1966-ban érettségizett a Hámán Kató Leánygimnáziumban. A Testnevelési Főiskolán 1974-ben műkorcsolya szakedzői diplomát szerzett.
1959 és 1971 között az FTC műkorcsolyázója volt. Jégtáncban Sugár Istvánnal versenyzett. 1965 és 1971 között a válogatott kerettag volt. 1970 és 1973 között az FTC, 1975-től a Bp. Spartacus edzője volt. 1989-től a Testnevelési Főiskola, illetve a TFTI jégtánc szakelőadója. 1990-től formációs műkorcsolyával is foglalkozott. Sportvezetőként 1989-től a Magyar Korcsolyázó Szövetség elnökségi tagja, a jégtánc-bizottság tagja.

## Sikerei, díjai
- Világbajnokság
  - 13.: 1969 – Colorado Springs
  - 15.: 1971 – Lyon
- Európa-bajnokság
  - 8.: 1969 – Garmisch-Partenkirchen, 1970 – Leningrád
  - 10.: 1971 – Zürich
  - 15.: 1967 – Ljubljana
  - 16.: 1966 – Pozsony
- Magyar jégtáncbajnokság
  - ifjúsági bajnok: 1964
  - bajnok: 1970, 1971
  - 2.: 1966, 1967, 1968, 1969
  - 3.: 1965